# サクプ・サバンジュ
サクプ・サバンジュ(Sakıp Sabancı)（1933年4月7日生、カイセリ - 2004年4月10日没、イスタンブール）は、トルコの実業家、サバンジュホールディングの元会長。2004年に亡くなるまで、米ビジネス誌フォーブスの億万長者ランキング147位に入っていた。

## 生涯
1933年4月7日ハジュ・オメル・サバンジュ(1906-1966)とサドゥカ・サバンジュ(1910-1988)の第二子としてカイセリのアクチャクヤ村で誕生した。幼少期にアダナ市へ引っ越し、アダナ市で幼少期を過ごした。アダナ・イスメット・イノニュ小学校で勉強した。1948年に高校中退し、アクバンクのインターン生として働き始めた。1950年に家族と共にイスタンブールのエミルガン、アトル・キョシュク（意：馬の荘）へ引っ越した。1957年叔母の娘であるトゥルカン・サバンジュと結婚した。1966年に父の死後、サバンジュ・ホールディングの会長を継承した。母と兄弟と共にハジュ・オメル・サバンジュ財団法人を設立した。この基金の創立目的に基づいて1999年にサバンジュ大学を創立した。ボランティア活動家、慈善家として知られていた。アダナ市にトルコで最も大きいモスクの1つを建設させた他、数多くの学校や病院を設立した。
サクプ・サバンジュは腎臓ガンが原因でイスタンブール・アメリカン病院にて2004年4月10日朝5:55に亡くなった。2004年4月12日にサバンジュセンターに於ける政府主催の葬儀に約10万人もの参列者が集まり、ジンジルリクユ墓地へ埋葬された。

## 賞・勲章
- 「ゴールド・メルキューリ賞」…世界の成功したビジネスマンが対象（1979年）
- 「レオポルド2世勲章」…ベルギー皇太子によって（1987年）
- 「瑞宝重光章」…日本政府（1992年）
- 「トルコ共和国功労賞」…トルコ大統領（1997年）
- 「ヨーロッパ・クリスタル・ワールド賞」…スイス・チューリッヒ欧州経済研究所（1997年）
- 「文化芸術大賞」…トルコ政府文化省（1999年）
- 「ビジネスマン・オブ・ザ・イヤー」…ニューヨークFABSIT基金（1999年）
- 「レジオンドヌール勲章」…フランス大統領（2001年）
- 「産業技術品質大賞」…ゲブゼ・ハイテク研究所

## 名誉博士号
- 1984年　アナドール大学、トルコ・エスキシェヒル
- 1986年　ニューハンプシャー大学、米国・ニューハンプシャー州
- 1992年　ユルドゥズ工科大学、トルコ・イスタンブール
- 1993年　エルジエス大学、トルコ・カイセリ
- 1997年　オンセキズ・マルト大学、トルコ・チャナッカレ
- 1997年　ミーマル・シナン大学、トルコ・イスタンブール
- 1997年　ギルネ・アメリカン大学、北キプロス・ギルネ
- 1997年　トラキア大学、トルコ・エディルネ
- 1997年　イスタンブール大学、トルコ・イスタンブール
- 1998年　サウスイースタン大学、米国・ワシントンD.C.
- 1999年　チュクロワ大学、トルコ・アダナ
- 2002年　クルックカレ大学、トルコ・クルックカレ

## 書籍
- İşte Hayatım（1986年）
- Para Başarının Mükafatıdır（1985年）
- Gönül Galerimden（1988年）
- Rusya'dan Amerika'ya（1989年）
- Ücret Pazarlığı mı ? - Koyun Pazarlığı mı ?（1990年）
- Değişen ve Gelişen Türkiye（1991年）
- Daha Fazla İş Daha Fazla Aş（1993年）
- Doğu Anadolu Raporu（1995年）
- Başarı Şimdi Aslanın Ağzında（1998年）
- Hayat Bazen Tatlıdır（2001年）
- Sakıpname（2002年）
- Bıraktığım yerden Hayatım
- Her Şeyin Başı Sağlık